# 나카가와촌 (아키타현 센보쿠군)
나카가와촌(中川村)은 아키타현 센보쿠군에 있던 촌이다. 현재의 센보쿠시 남서부, 카쿠다테 시가의 북방 일대에 해당한다.

## 역사
- 1889년 4월 1일 - 정촌제 시행에 의해 3촌의 구역으로 성립하였다.
- 1955년 3월 31일 - 가쿠노다테정, 나카가와촌, 시라이와촌과 합병해, 새로운 가쿠노다테정이 성립해, 동일 나카가와촌이 폐지되었다.